# Mokřad Pumpák
Mokřad Pumpák este o arie protejată (arie specială de conservare — SAC, sit de importanță comunitară — SCI) din Republica Cehă întinsă pe o suprafață de 1,93 ha, integral pe uscat.

## Localizare
Centrul sitului Mokřad Pumpák este situat la coordonatele 49°19′25″N 17°28′19″E / 49.323611°N 17.471944°E.

## Înființare
Situl Mokřad Pumpák a fost declarat sit de importanță comunitară în aprilie 2005 pentru a proteja 1 specie de animale. Situl a fost protejat și ca arie specială de conservare în mai 2015.

## Biodiversitate
Situată în ecoregiunea continentală, aria protejată nu include niciun habitat protejat.
La baza desemnării sitului se află o specie protejată de  amfibieni: triton cu creastă (Triturus cristatus).